# اولریکه ماینهوف
اولریکه ماری ماینهوف (زاده ۷ اکتبر ۱۹۳۴ – درگذشته ۹ مه ۱۹۷۶) روزنامه‌نگار چپ‌گرای آلمانی و از بنیانگذاران فراکسیون ارتش سرخ (به همراه آندریاس بادر) در سال ۱۹۷۰، پس از روزنامه‌نگاری برای ماهنامه چپگرای کونکرت، بود. او دوره‌های آموزش چریکی را در کمپ‌های فلسطینی، در اردن، گذراند و به همراه سایر اعضای گروهش به آلمان بازگشت و مستقیماً به برلین شرقی رفت. در آنجا با همکاری دوستانش برای انجام عملیات به همراه همدستانش به آلمان غربی رفت. سرانجام در سال ۱۹۷۲ دستگیر شد، و نهایتاً به اتهام سرقت مسلحانه، ترور، موارد متعدد قتل، و تشکیل یک مجمع مجرمانه محکوم شد. در سال ۱۹۷۶، پیش از پایان محاکمات، خود را در سلولش حلق آویز کرد. در مورد مرگ وی شایعاتی مبنی بر اعمال زور و حتی تجاوز جنسی به وی قبل از به دار آویخته شدن وجود دارد.